# Giải Bruno Rossi
Giải Bruno Rossi là một giải thưởng hàng năm của Phân ban "Vật lý thiên văn Năng lượng cao" (High Energy Astrophysics) thuộc Hội Thiên văn học Hoa Kỳ dành cho "công trình nghiên cứu đóng góp vào "Vật lý thiên văn Năng lượng cao", đặc biệt là công trình mới, độc đáo"
Giải được đặt theo tên nhà vật lý thiên văn người Mỹ gốc Ý Bruno Rossi.

## Các người đoạt giải
- 1985 William R. Forman & Christine Jones
- 1986 Allan S. Jacobson
- 1987 Michiel van der Klis
- 1988 Rashid A. Sunyaev
- 1989 IMB & Kamioka
- 1990 Stirling Colgate
- 1991 John A. Simpson
- 1992 Gerald H. Share
- 1993 Giovanni Bignami & Jules Halpern
- 1994 Gerald Fishman
- 1995 Carl Fichtel
- 1996 Felix Mirabel & Luis F. Rodriguez
- 1997 Trevor C. Weekes
- 1998 Đội BeppoSAX và Jan van Paradijs
- 1999 Jean Swank & Hale Bradt
- 2000 Peter Meszaros, Bohdan Paczynski, & Martin Rees
- 2001 Andrew Fabian & Yasuo Tanaka
- 2002 Leon Van Speybroeck
- 2003 Robert Duncan, Christopher Thompson, & Chryssa Kouveliotou
- 2004 Harvey Tananbaum & Martin Weisskopf
- 2005 Stan Woosley
- 2006 Deepto Chakrabarty, Tod Strohmayer, & Rudy Wijnands
- 2007 Neil Gehrels và đội Swift team
- 2008 Steve Allen, Pat Henry, Maxim Markevitch, & Alexey Vikhlinin
- 2009 Charles Bailyn, Jeffrey E. McClintock, & Ronald A. Remillard